# Hügel (Familie)

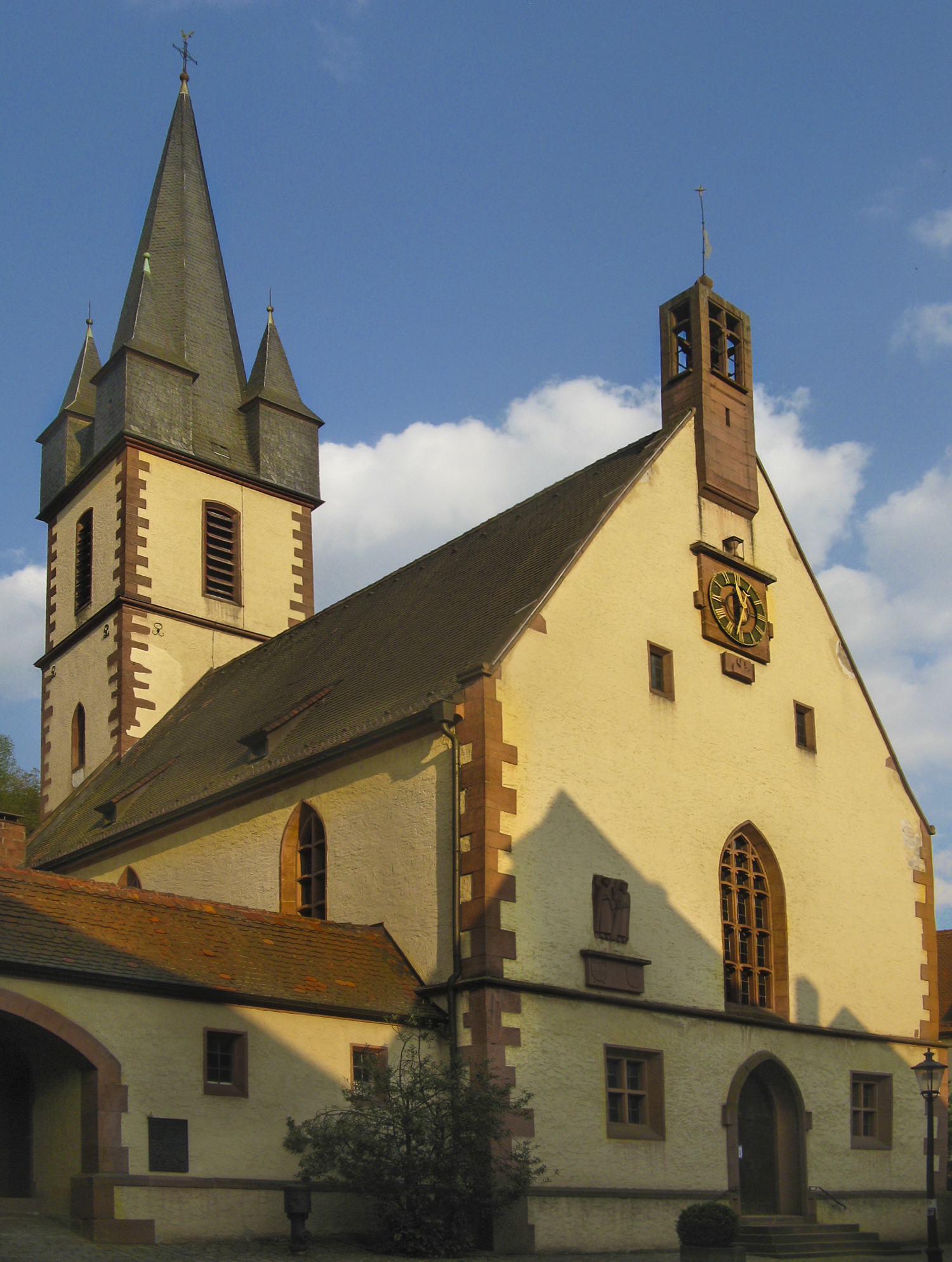
Pfarrkirche Gemünden am Main

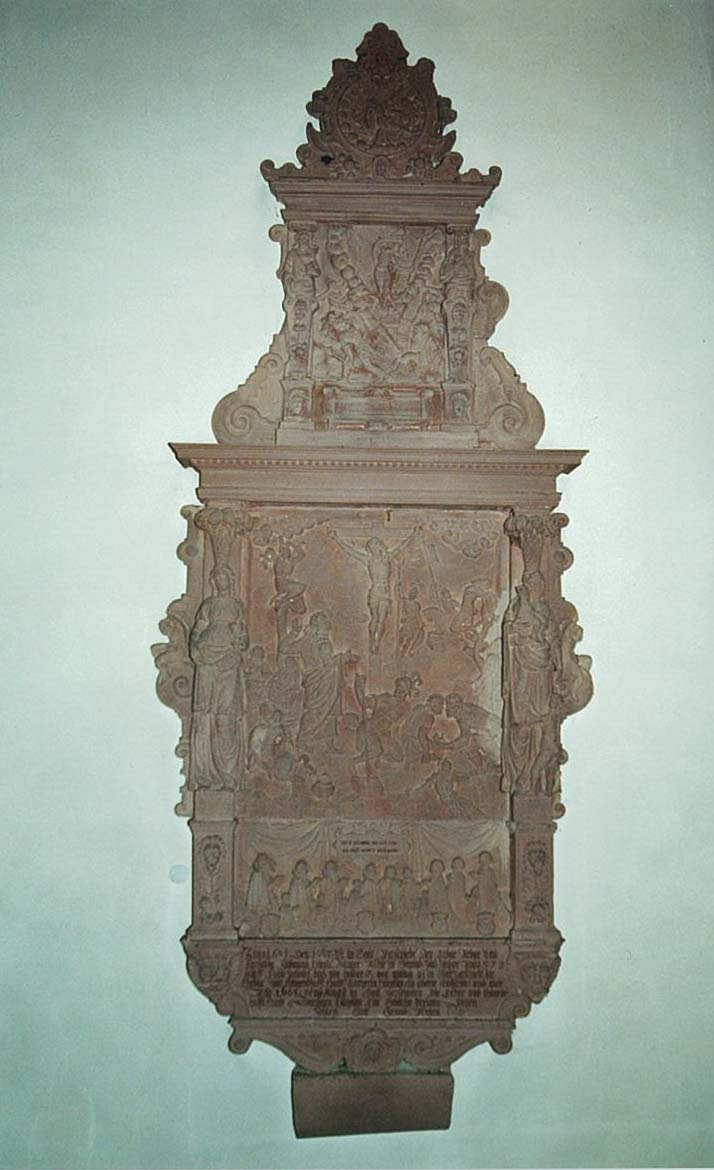
Hügel-Epitaph 1601

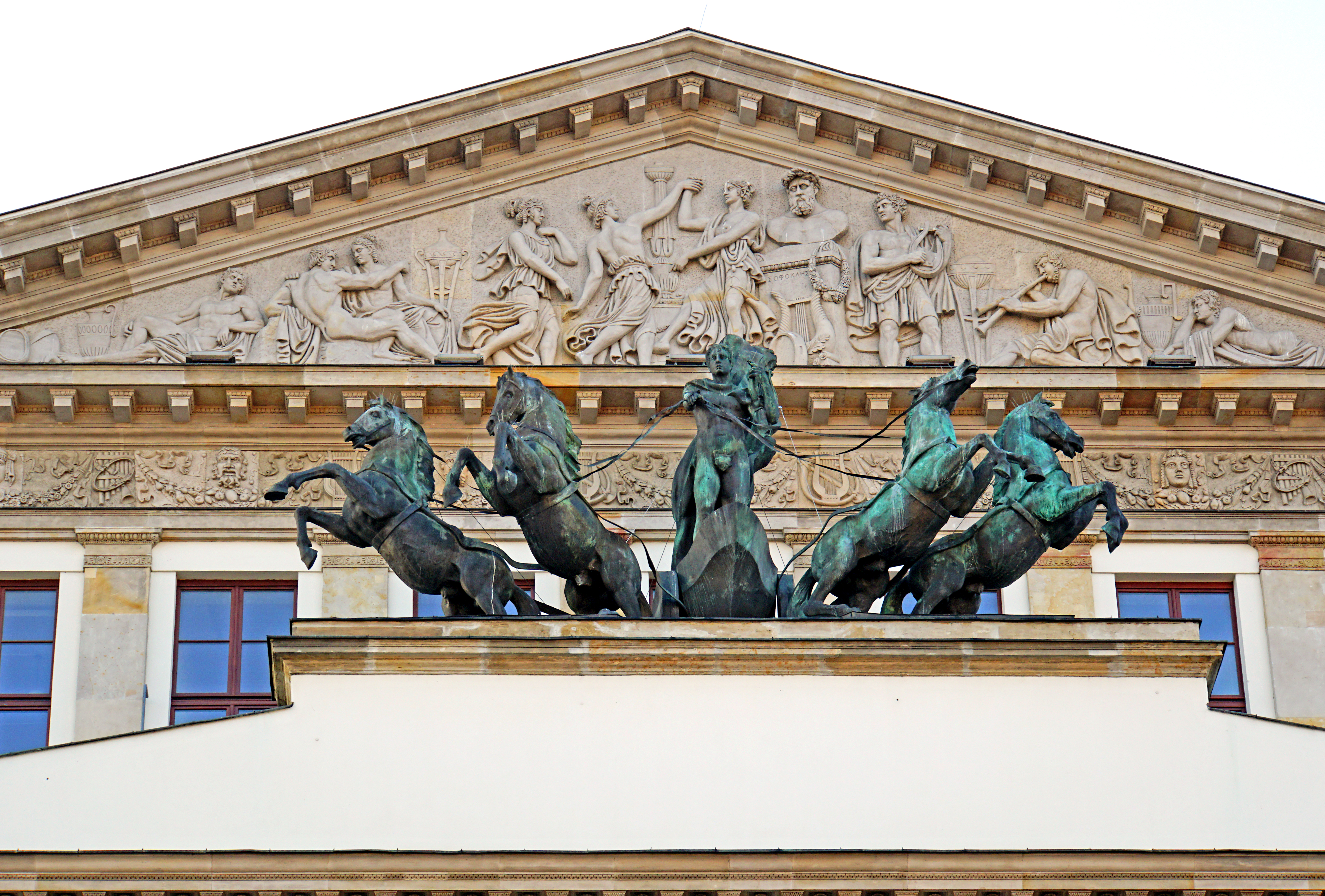
Großes Theater Warschau Quadriga Konstanty Hegel 1833 Foto Dennis Jarvis aus Halifax, Canada

Die Familie Hügel brachte bis in die Gegenwart Architekten, Baumeister, Steinmetzen und Bildhauer hervor.

## Epitaph von 1601

### Simon Hügel

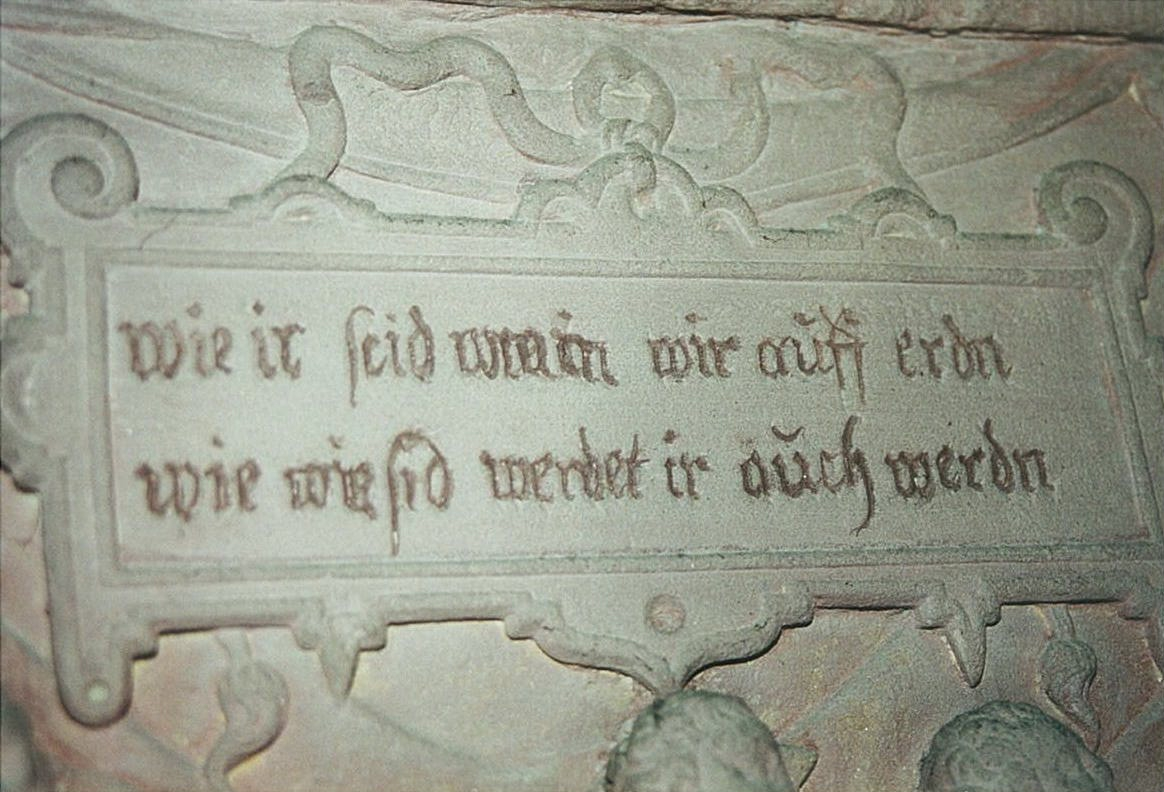
Hügel-Epitaph Inschrift: wie ir seid warn wir auf erdn – wie wir sind werdet ir auch werden

In den Gemündener Pfarrbüchern ist 1598 die Heirat des Jodocus Hügel eingetragen. Das monumentale Epitaph von 1601 in der Pfarrkirche St. Peter und Paul berichtet von Simon Hügel. Es waren wohlhabende Leute, denn eine solche Grabplatte in der Kirche, die von allen gesehen wurde, bedeutete ein großzügiger Stifter zu sein.
Johann Franz Hügel heiratete 1659 Margareta Feserin, drei ihrer Söhne erlernten das Steinmetzhandwerk.

## Mainfränkische Auswanderung
Nach dem endgültigen Sieg über die Türken in Wien, 1683, erfolgte eine noch nie dagewesene Bautätigkeit. Wien wurde eine Stadt der barocken Architektur und übte im Heiligen Römischen Reich Deutscher Nation eine starke Sogwirkung auf Baufachleute aus. Es bestand akuter Arbeitskräftemangel, der Aufruf des Kaisers wurde im Reich verlesen.

## 1. Generation

### Gemünden – Eggenburg – Kaisersteinbruch – Wien

#### Johann Gallus Hügel Gemünden – Eggenburg
Johann Gallus Hügel (1664–1719) tauchte 1692 als Meister in der Viertellade zu Eggenburg, Niederösterreich auf. Drei seiner Söhne erlernten das Steinmetzhandwerk.

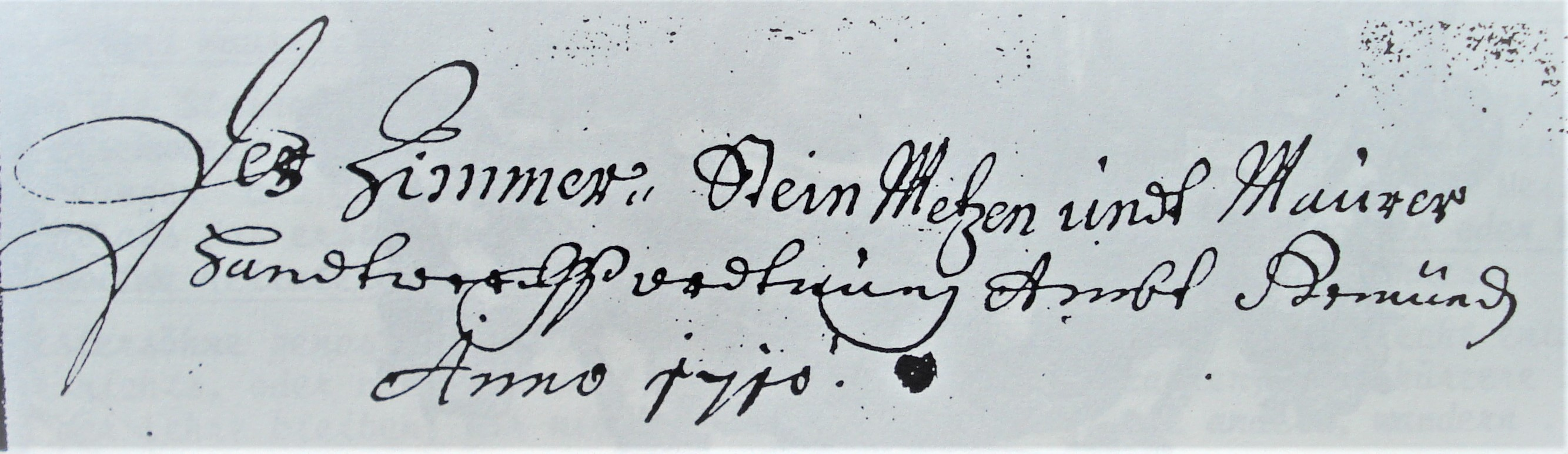
Zu Jacob Hügel: Handwerksordnung der Zimmerer, Steinmetzen und Maurer für Würzburg 1685, Abschrift für Gemünden 1710. Die Dokumente im Krieg verbrannt

#### Jacob Hügel Gemünden
- Der 1677 geborene Jacob Hügel blieb in Gemünden und gründete hier seine Familie. Er heiratete am 23. Jänner 1706 Maria Barbara Arnold.

#### Elias Hügel Gemünden – Kaisersteinbruch – Wien
- Der jüngste Sohn Elias Hügel (1681–1755) kam 1694 in den kaiserlichen Steinbruch (damals Westungarn, heute Burgenland) als Lehrjunge. Als Hofsteinmetzmeister von Kaiser Karl VI. arbeitete er vor allem für den Hof in Wien. Er hinterließ keine männlichen Nachkommen und starb 1755 in Kaisersteinbruch.

Bei Gallus und Elias änderte sich der Name, aus Hügel wurde Högl, obwohl Elias weiterhin mit Hügel unterschrieb. Ein in Polen ansässiger Familienzweig führt den Namen Hegel.
Die Steinmetz-Viertelladen in Eggenburg, mit dem Bildhauerstein, und in Kaisersteinbruch, mit dem tragfähigen harten Leithakalkstein, dem „Kaiserstein“ sind bei allen Palästen und Kirchen dieser Epoche in Wien miteinander vertreten.

## Bildergalerie

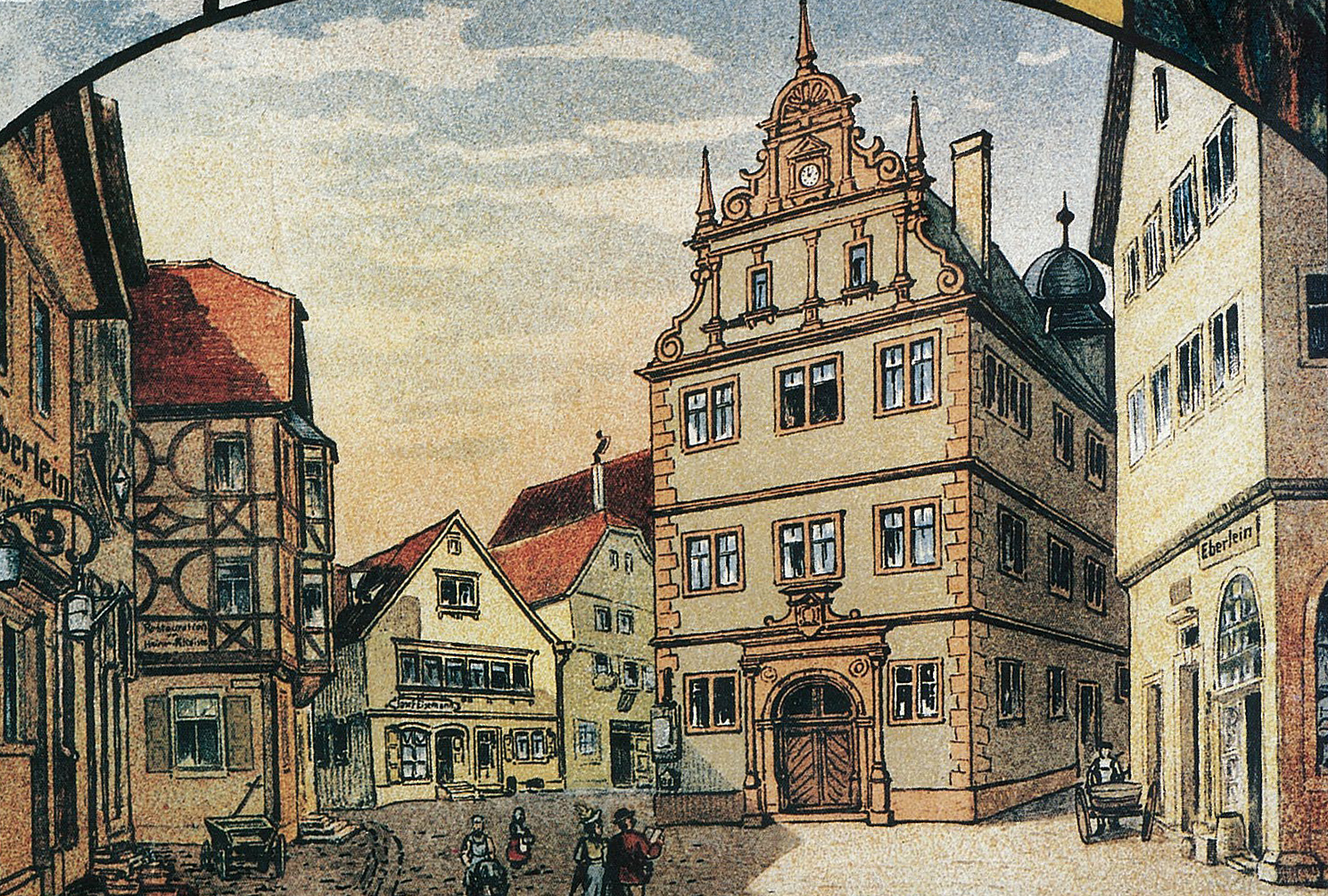
Altes Gemündener Rathaus
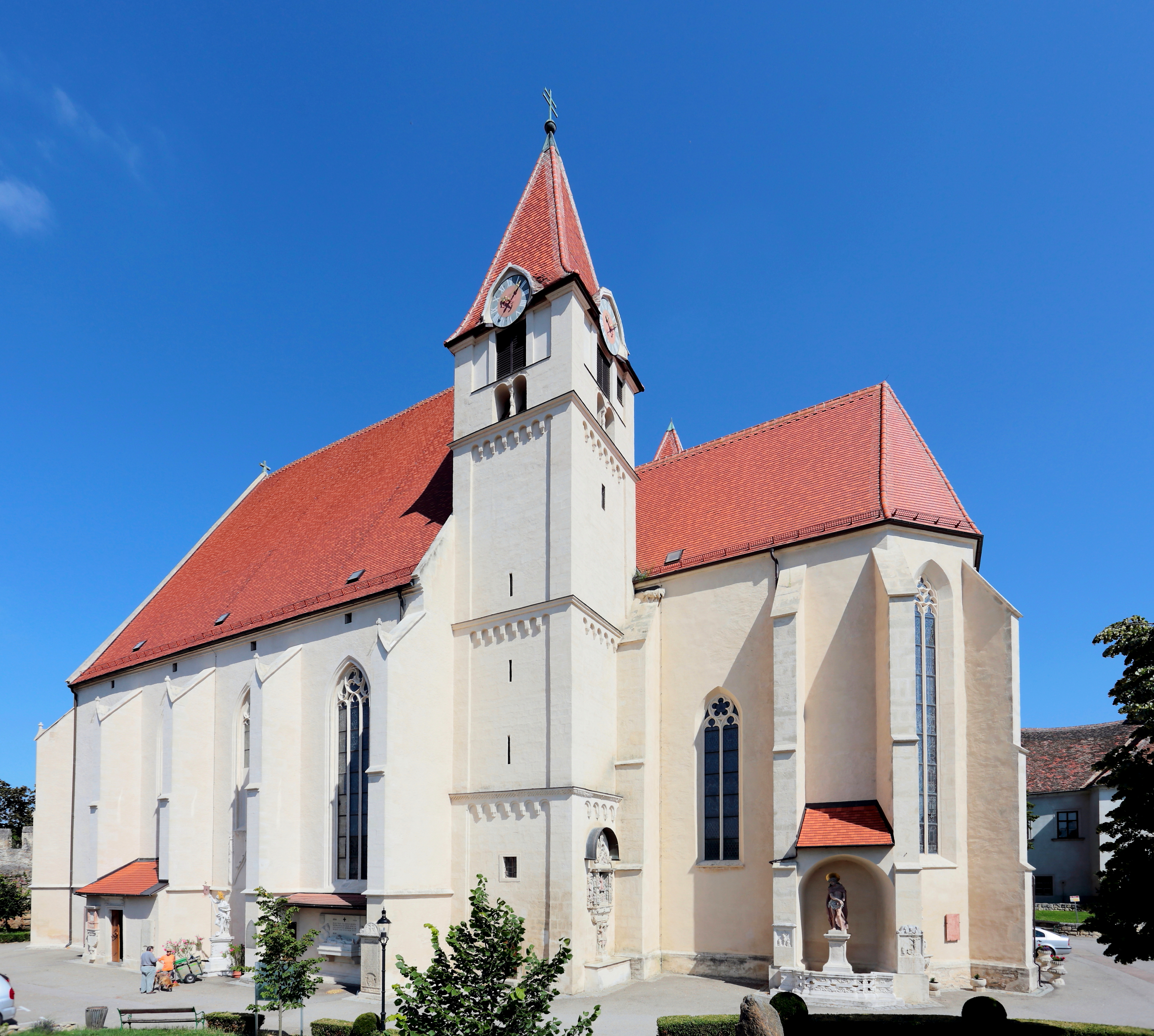
Eggenburger Kirche Gallus Hügel/Högl
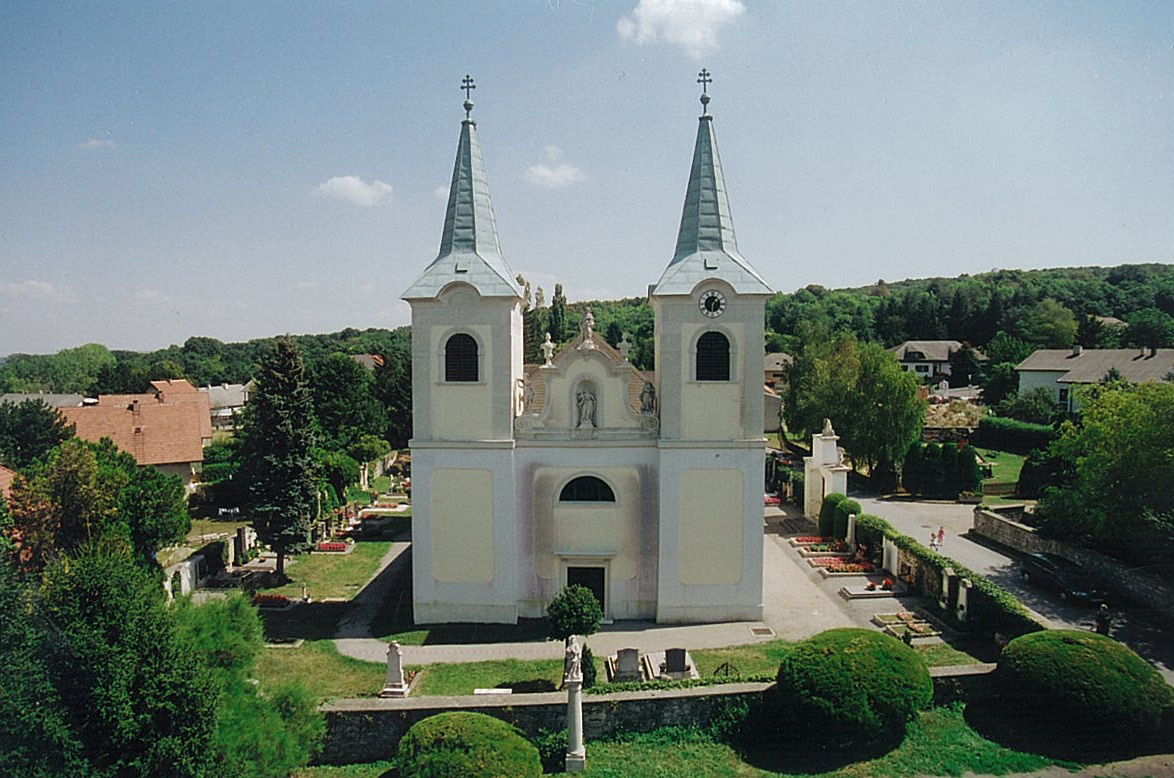
Kaisersteinbrucher Kirche E. Hügel
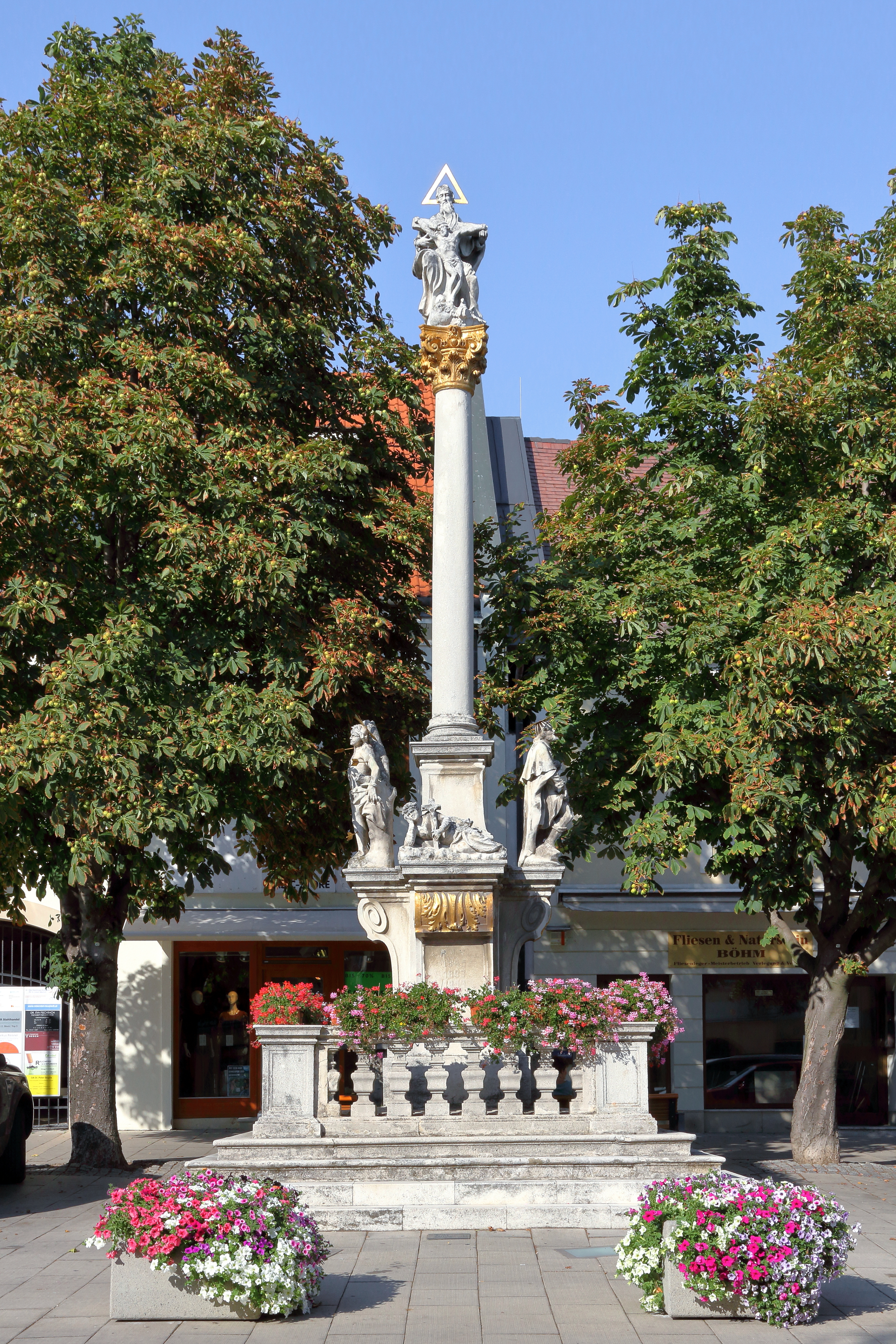
Neusiedl/See EH
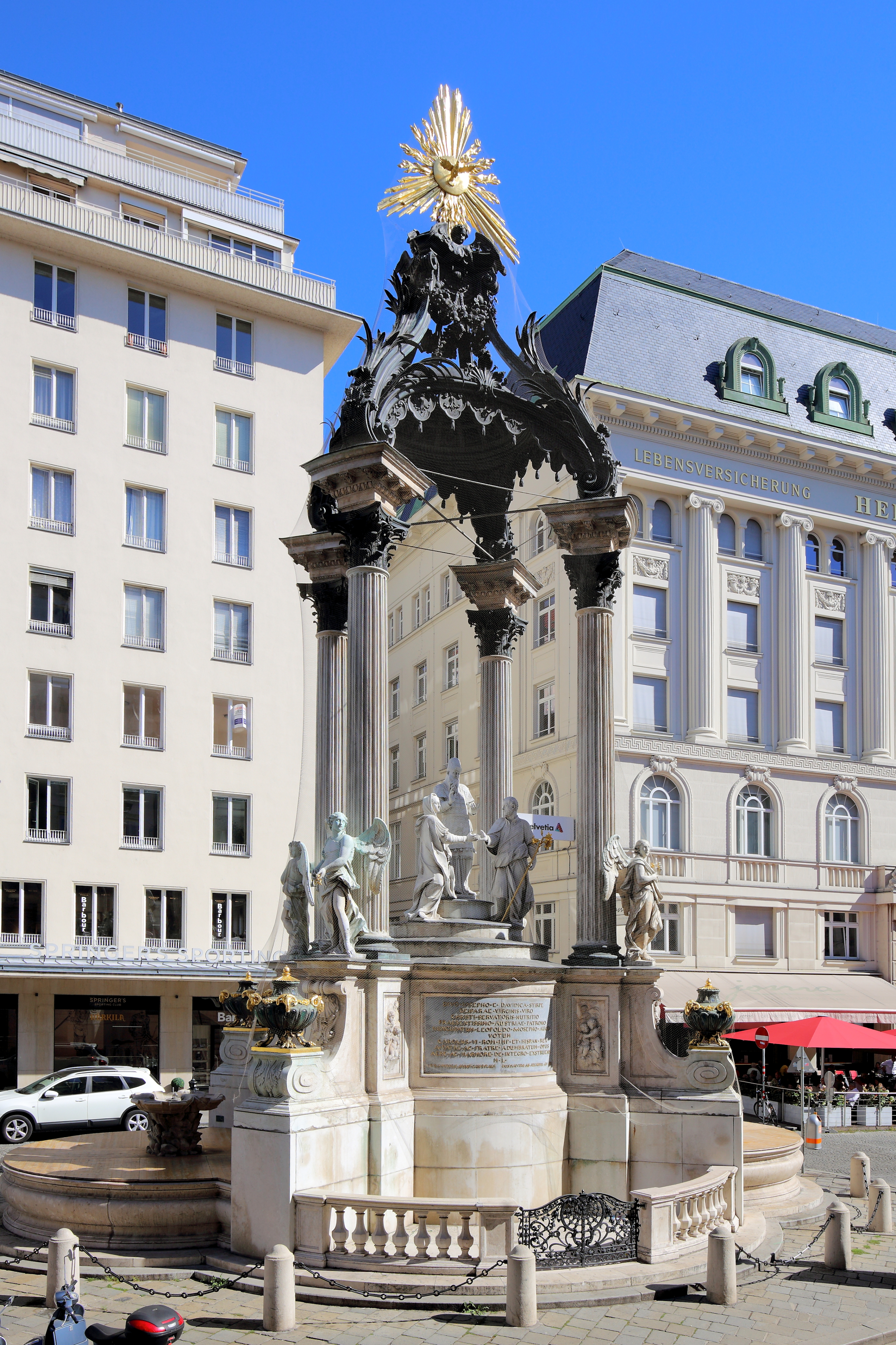
Hoher Markt Wien

## 2. Generation

### Brüder Joachim, Johann Caspar, Johann Georg und Georg Andreas

#### Joachim Högl Eggenburg – Kartause Gaming
Joachim Högl (* 1696), Mönch in der Kartause Gaming

#### Johann Caspar Högl Eggenburg – Zwettl
Johann Caspar Högl (1702–1776), Steinmetzmeister und Bildhauer, blieb in Eggenburg, heiratete 1724 Rosalia Stricknerin, Witwe des Meisters Mathias Strickner, und übernahm das Stricknerische Handwerk. Er hatte keine männlichen Erben.

#### Johann Georg Högl Eggenburg – Bruck an der Leitha
Johann Georg Högl (1706–1748), Bildhauer, heiratete 1738 in der Wiener Michaelerkirche, wurde Bürger von Bruck an der Leitha, arbeitete bis 1742 beim Bau der Pfarrkirche Bruck an der Leitha.

#### Georg Andreas Högl Eggenburg – Wien
Georg Andreas Högl (1714–1787) heiratete 1743 in Wien Franziska Waltnerin, Witwe von Meister Michael Waltner. Der angehende Meister Högl war damals 28 Jahre alt, seine Frau 21. Von den zehn gemeinsamen Kindern verblieben zwei Söhne beim Steinmetzhandwerk. Bei der Handwerkssitzung der Wiener Bauhütte am 11. Jänner 1780 waren drei Högls anwesend, der alte Meister Georg Andreas mit seinen beiden Söhnen Andreas Georg und Johann Philipp.

## 3. Generation

### Joseph Högl Bruck an der Leitha – Warschau
Johann Georg Högls Sohn Joseph Högl (1741–1780) dingte dort als Lehrjunge auf. Joseph war verheiratet mit der Tierarzttochter Constantia geb. Lascowska. Er arbeitete in Mähren, 1769 wurde ihr Sohn Franz Anton in Warschau geboren, und leitete 1777 die Zwettler Steinmetz-Viertellade. Der jüngere Sohn Anton Högl erhielt seine Ausbildung im Wiener Steinmetzhandwerk und wurde Meister.

### Andreas Georg Högl Wien
Georg Andreas Högls Sohn Andreas Georg (1744–1782) heiratete 1769 in der Stephanskirche zu Wien Magdalena Schunkin, Witwe des Steinmetzmeisters Carl Schunko. Er wurde 1782, in seinem letzten Lebensjahr, Obervorsteher der Wiener Bauhütte.

### Johann Philipp Högl Wien
Dem jüngeren Bruder Johann Philipp Högl (1755–1800) wurde vom Vater am 19. März 1779 das Handwerk übergeben. 1783 führte er bei der Karmeliterkirche in der Leopoldstadt Steinmetzarbeiten durch. Johann Philipp Högl heiratete Barbara Eckmayrin in der Schottenkirche zu Wien. Ihre drei Söhne lernten Berufe im Baugewerbe.

## Bildergalerie

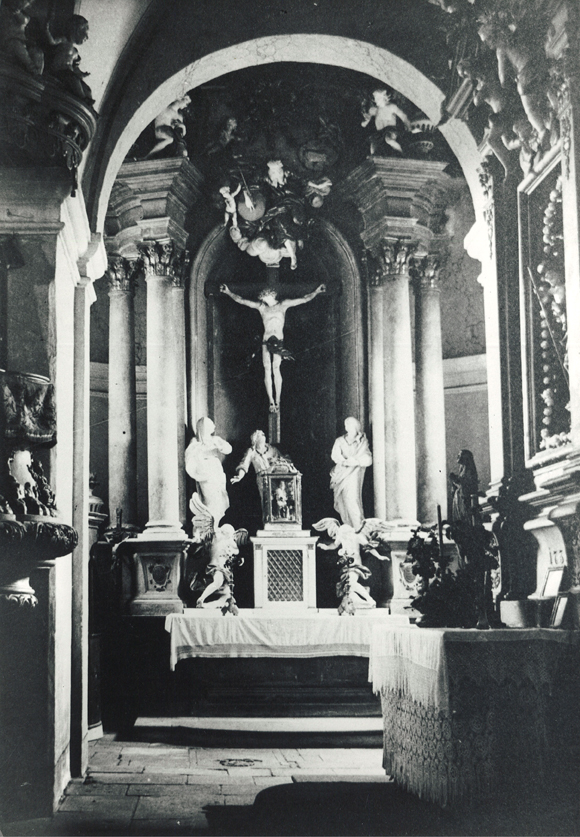
Hügel-Altar, historisch
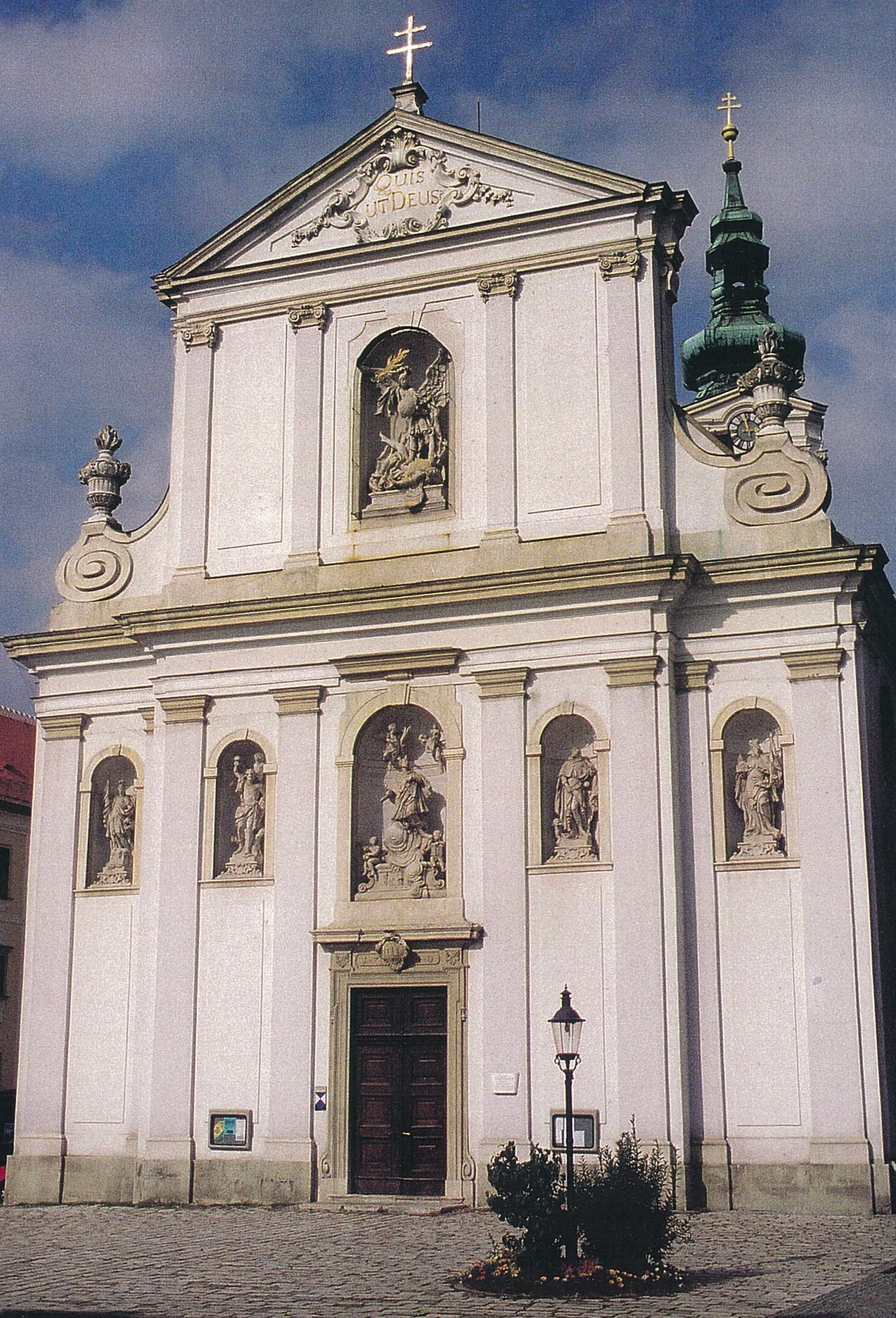
Kirche Bruck/L., J.Georg Högl
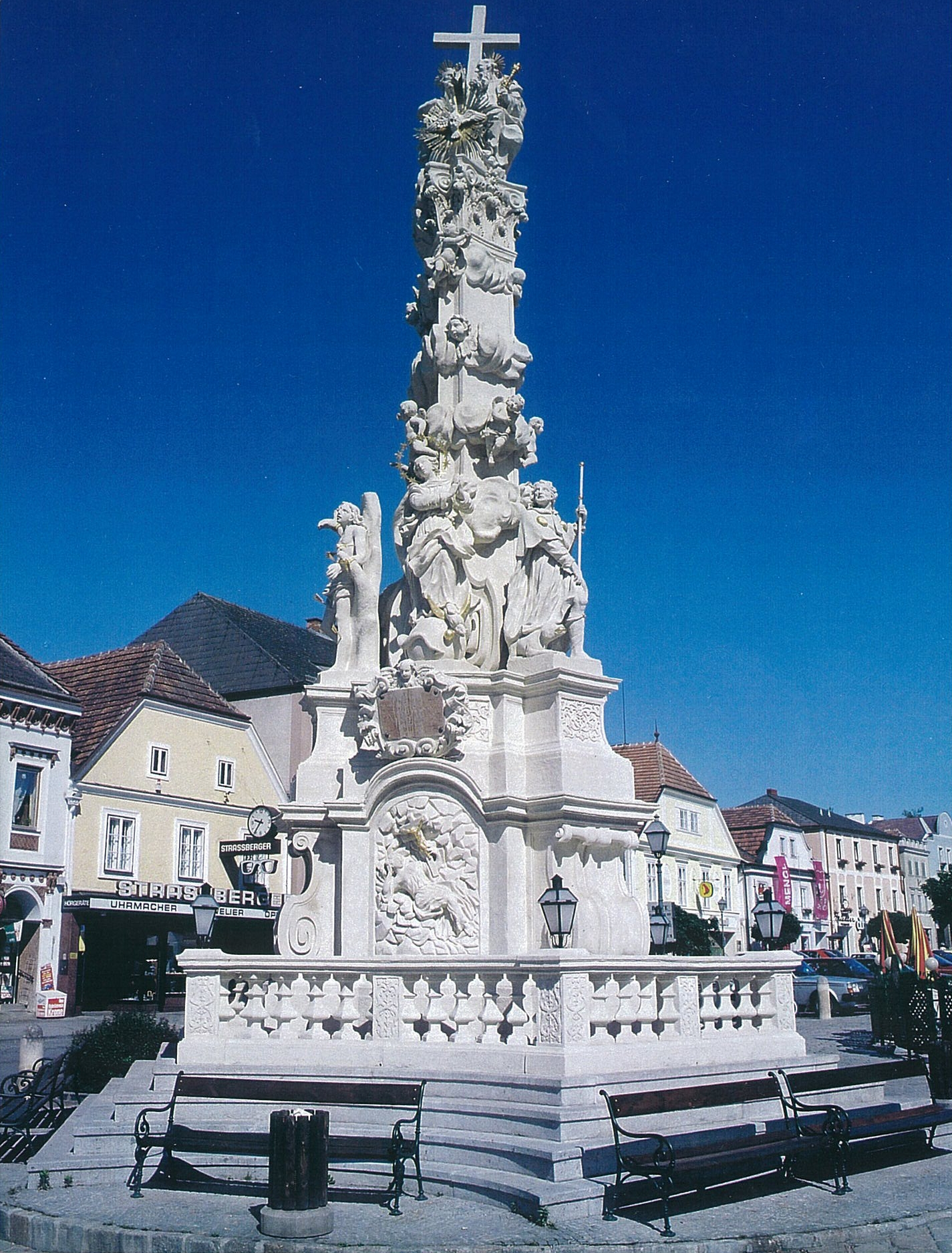
Zwettl Caspar Högl
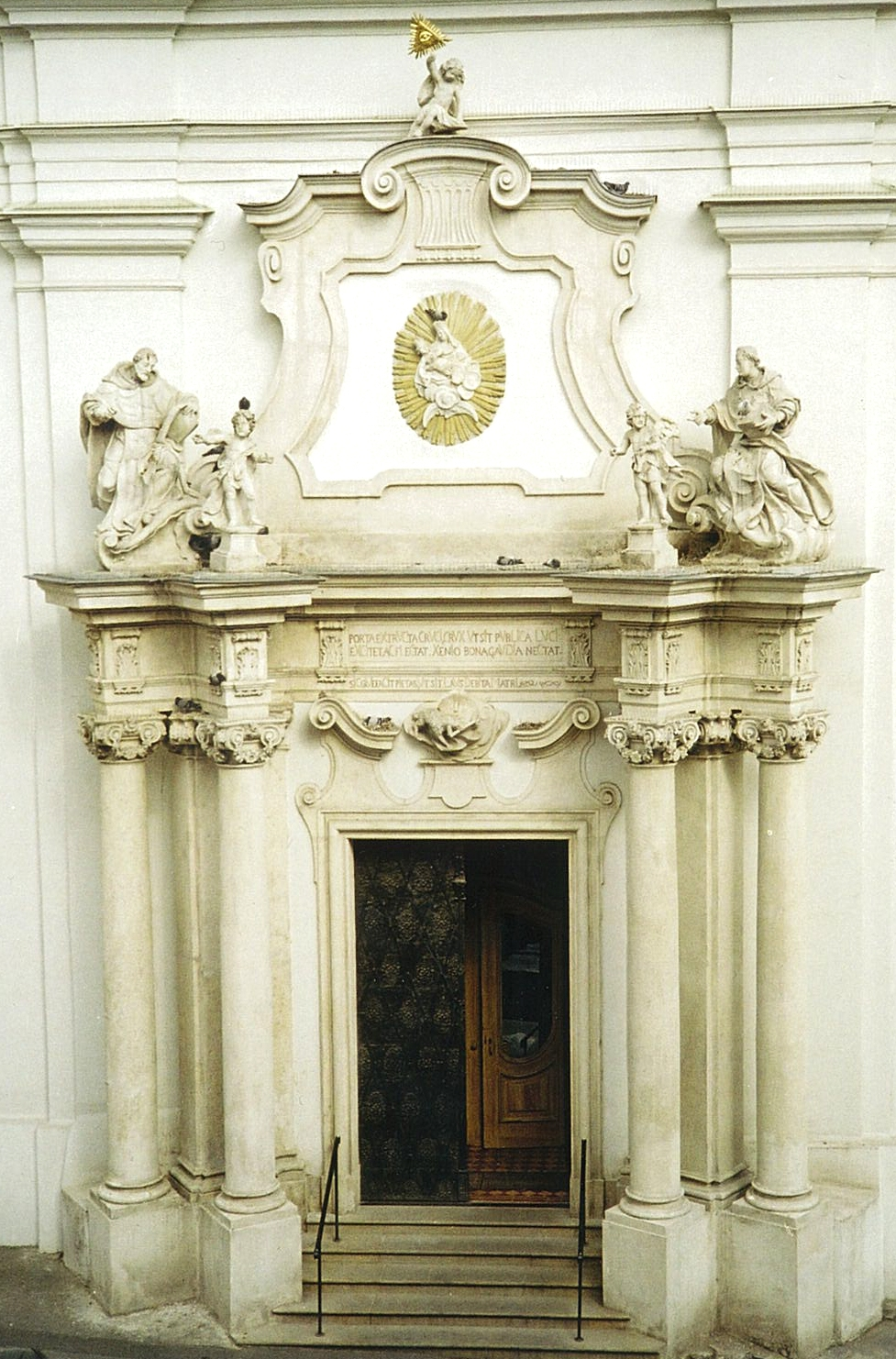
Dominikaner Kirche Znaim
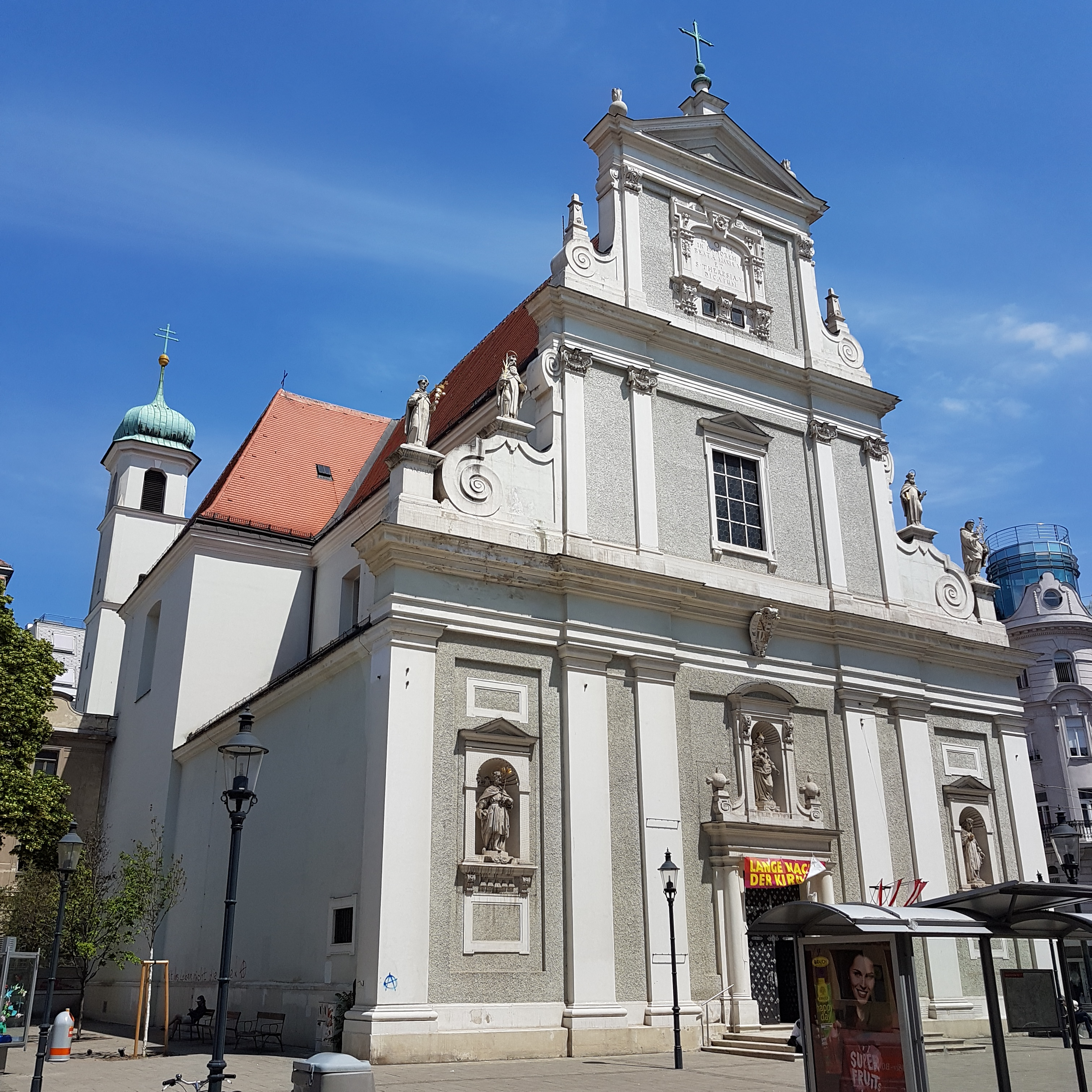
Karmeliterkirche, Wien J. Philipp Högl
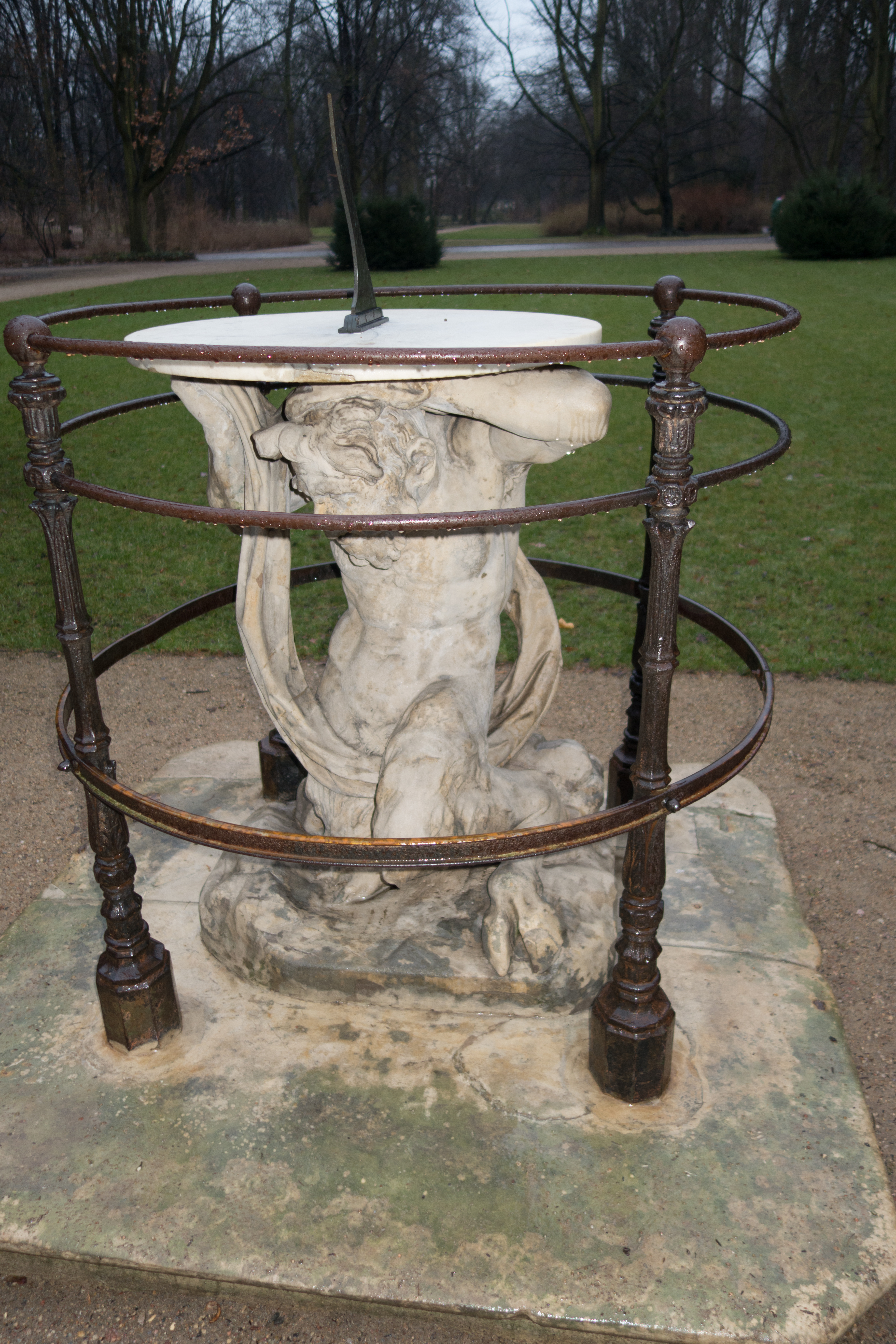
Sonnenuhr, Joseph Högl
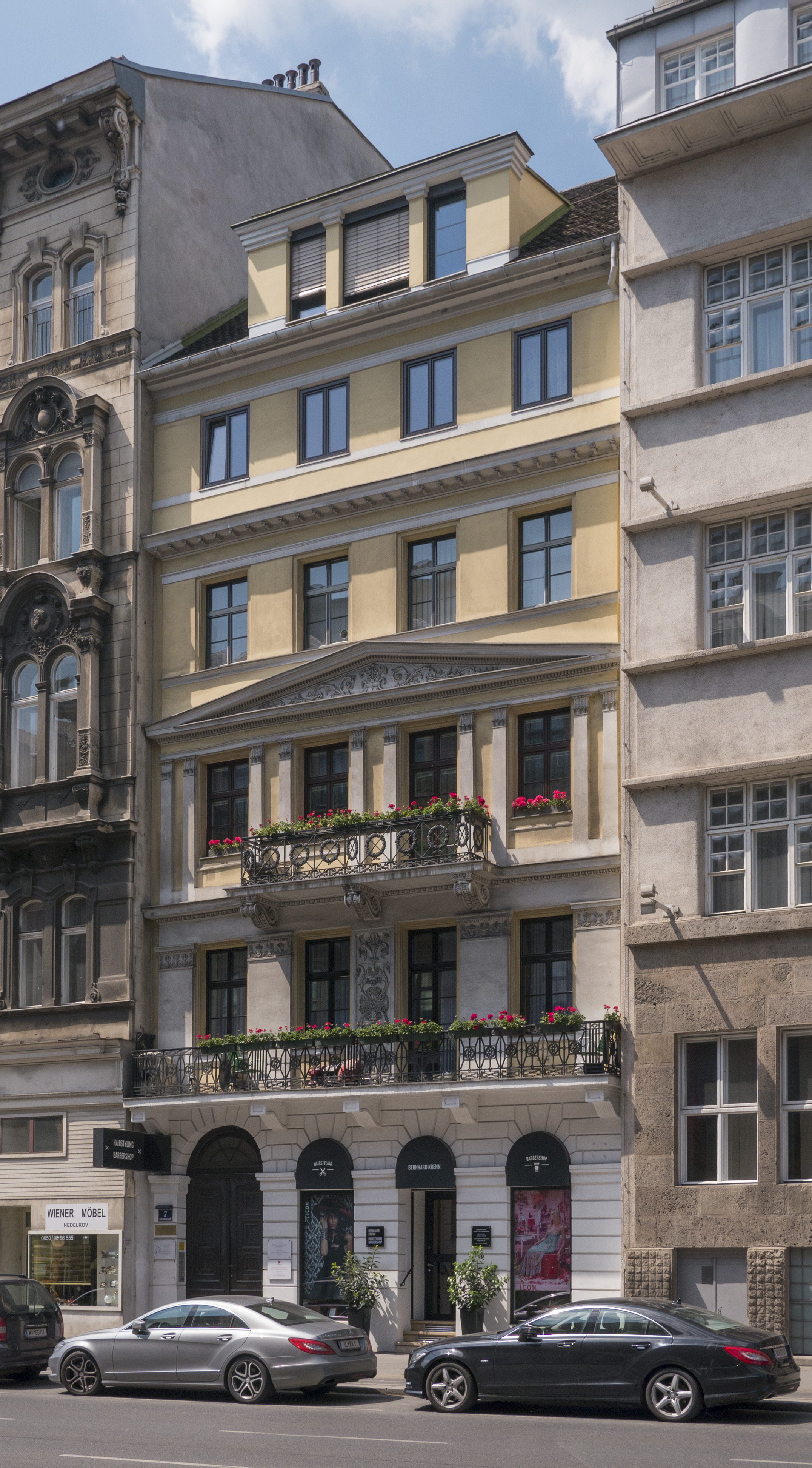
Bildhauer-Haus Wien 7

## 4. Generation

### Franz (Anton) Högl Warschau – Oldenburg
Ein Sohn des Joseph Högl war der Bildhauer Franz Anton Högl/Hegel (1769–1859) in Oldenburg
Im Jahr 1804 rief Herzog Peter Friedrich Ludwig den Bildhauer Franz Anton Högl nach Oldenburg. Eines seiner Werke für Oldenburg ist die Point-de-vue-Vase (auch Högl´sche Vase) am Schlossplatz, die 1805 nach Plänen von Josef Bernhard Wick (1754–1812) aufgestellt wurde.

### Anton Högl Warschau – Wien – Wien
Anton Högl, Sohn des Joseph Högl, jüngerer Bruder des Franz Högl. Er lernte das Steinmetzhandwerk in Wien und starb jung in Warschau.

### Johann Högl Wien
Joseph Philipp Högl (* 1782) wirkte als Steinmetzmeister in Wien. Johann Högl (* 1783) wurde Stadtsteinmetzmeister und 1835 sowie 1841 Obervorsteher der Wiener Bauhütte. Beide hatten beim Vater den Beruf gelernt.

### Carl Högl sen. Wien
Sohn Carl Högl (1790–1865) lernte Maurer beim Wiener Stadtbaumeister Franz Wipplinger und wurde auch Wiener Stadtbaumeister.

## 5. Generation

### Konstanty Hegel Warschau
Sohn des Franz Anton Högl, Bildhauer Konstanty Hegel (1799–1876), wurde Künstler in Warschau.

### Eduard Demetrius Högl Oldenburg
Eduard Demetrius (18o5–1885), war Sohn des Franz Högl. Er wurde zum Bildhauer ausgebildet und als der Vater 1840 erblindete, führte er die Werkstatt weiter.  

### Carl Högl Wien
Karl Högl hatte einen Cousin gleichen Namens (Karl / Carl Högl, 1812–1872), Sohn von Anton Högl (Bruder des Philipp H.), der Wiener Stadtsteinmetzmeister war.

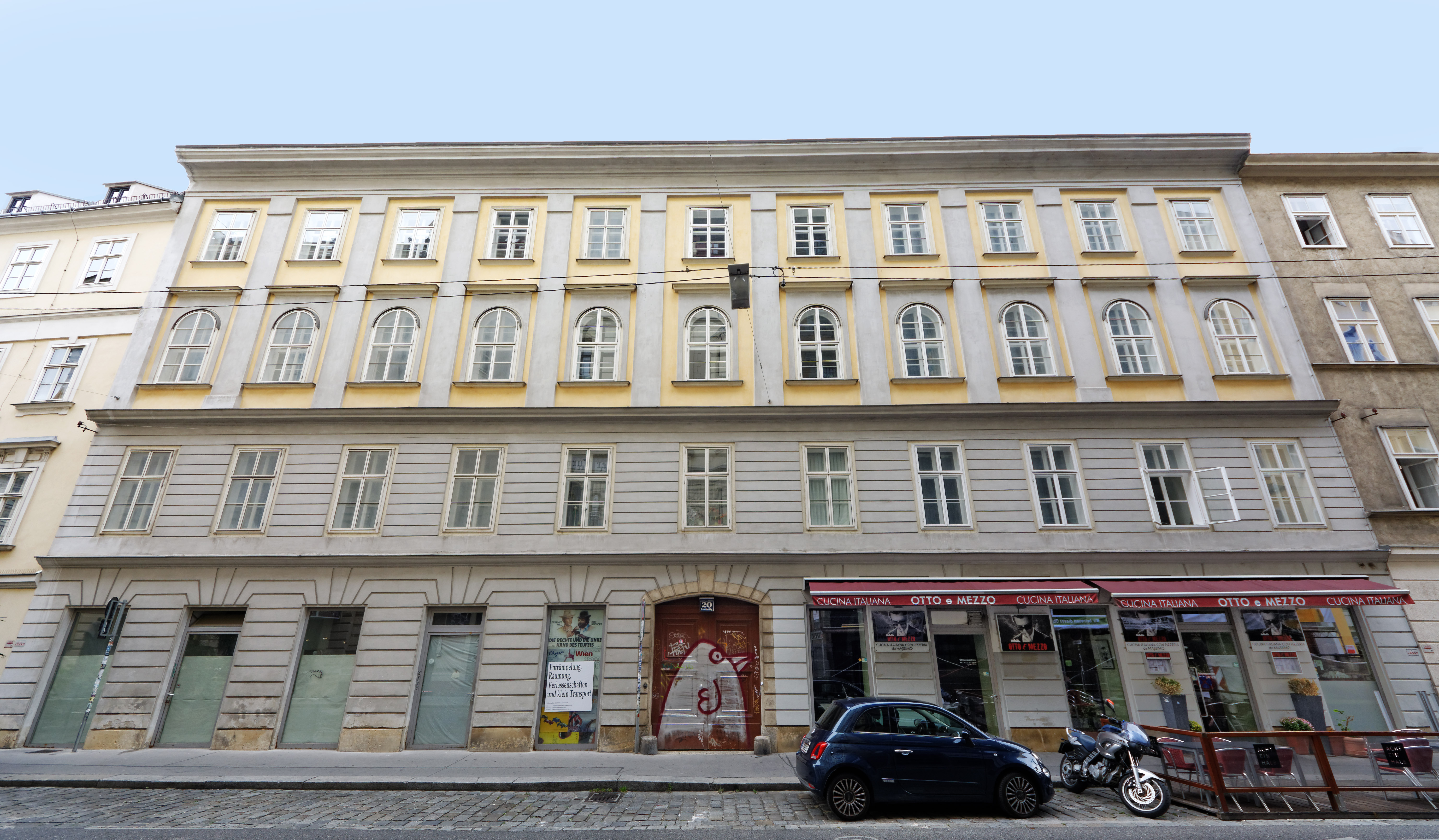
Wohnhaus Wien 4 beide v. Stadtbaumeister Carl Högl sen.
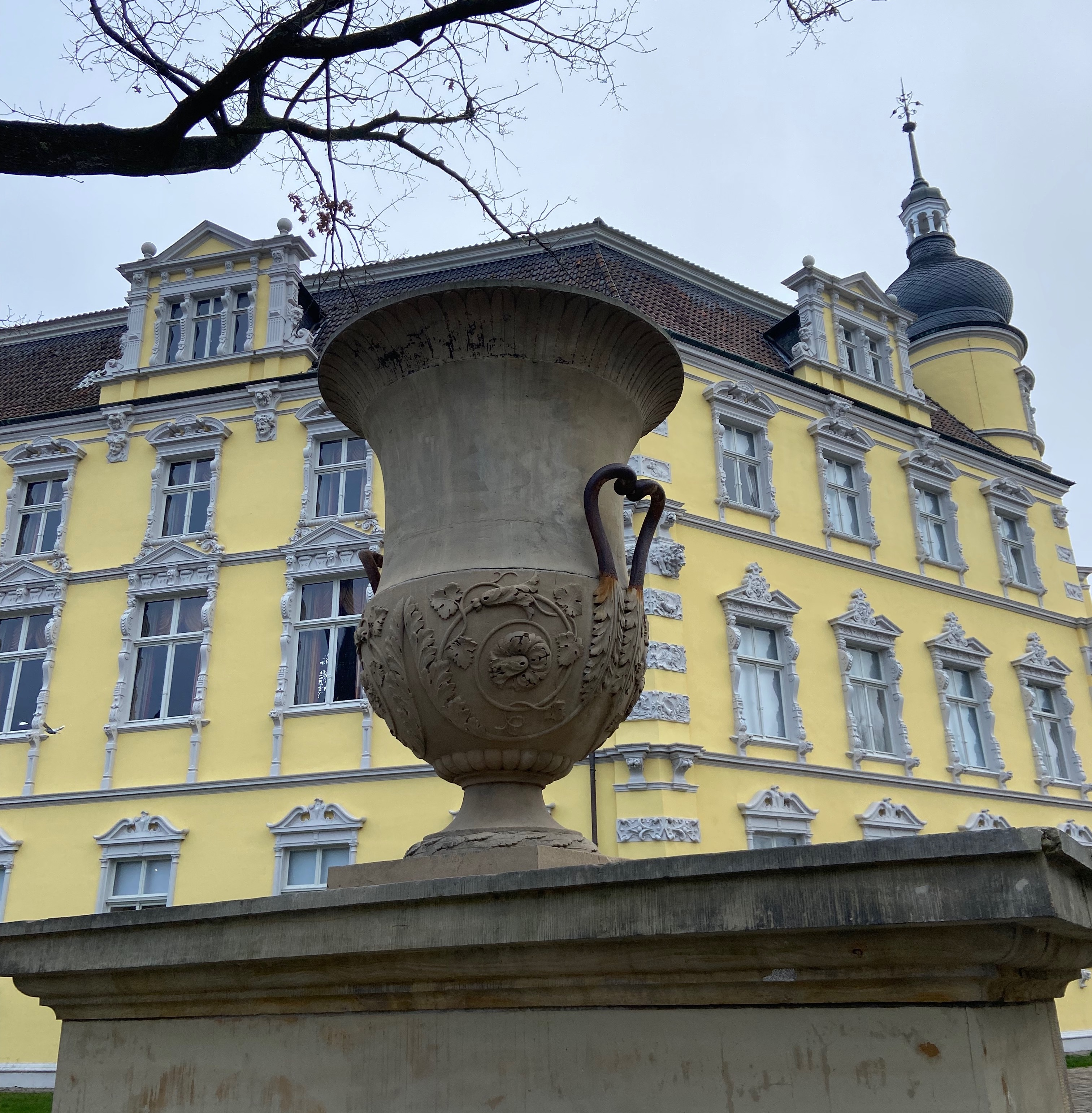
Högl´sche Vase am Schlossplatz
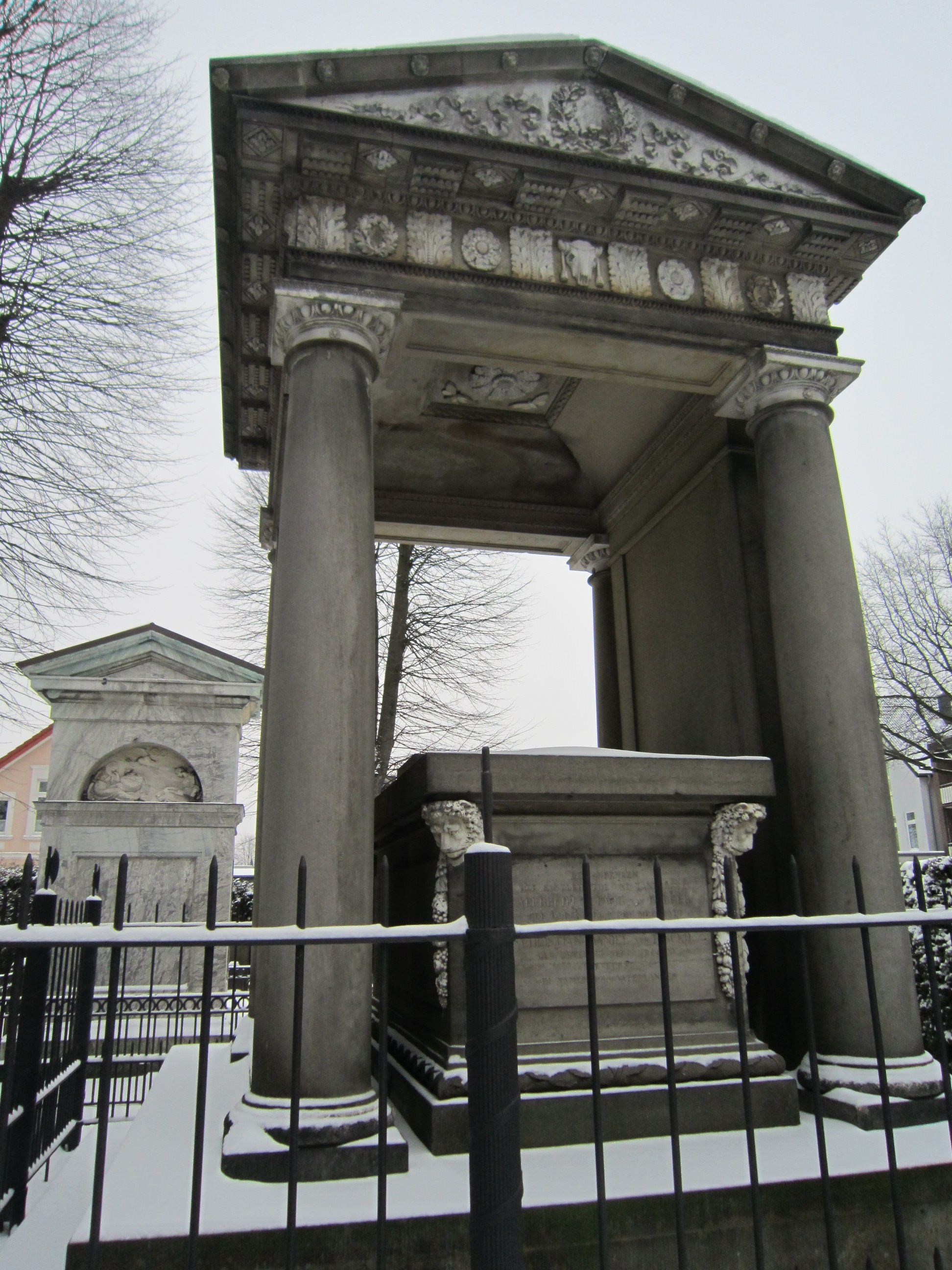
Grabmal Oldenburg v. Franz Högl
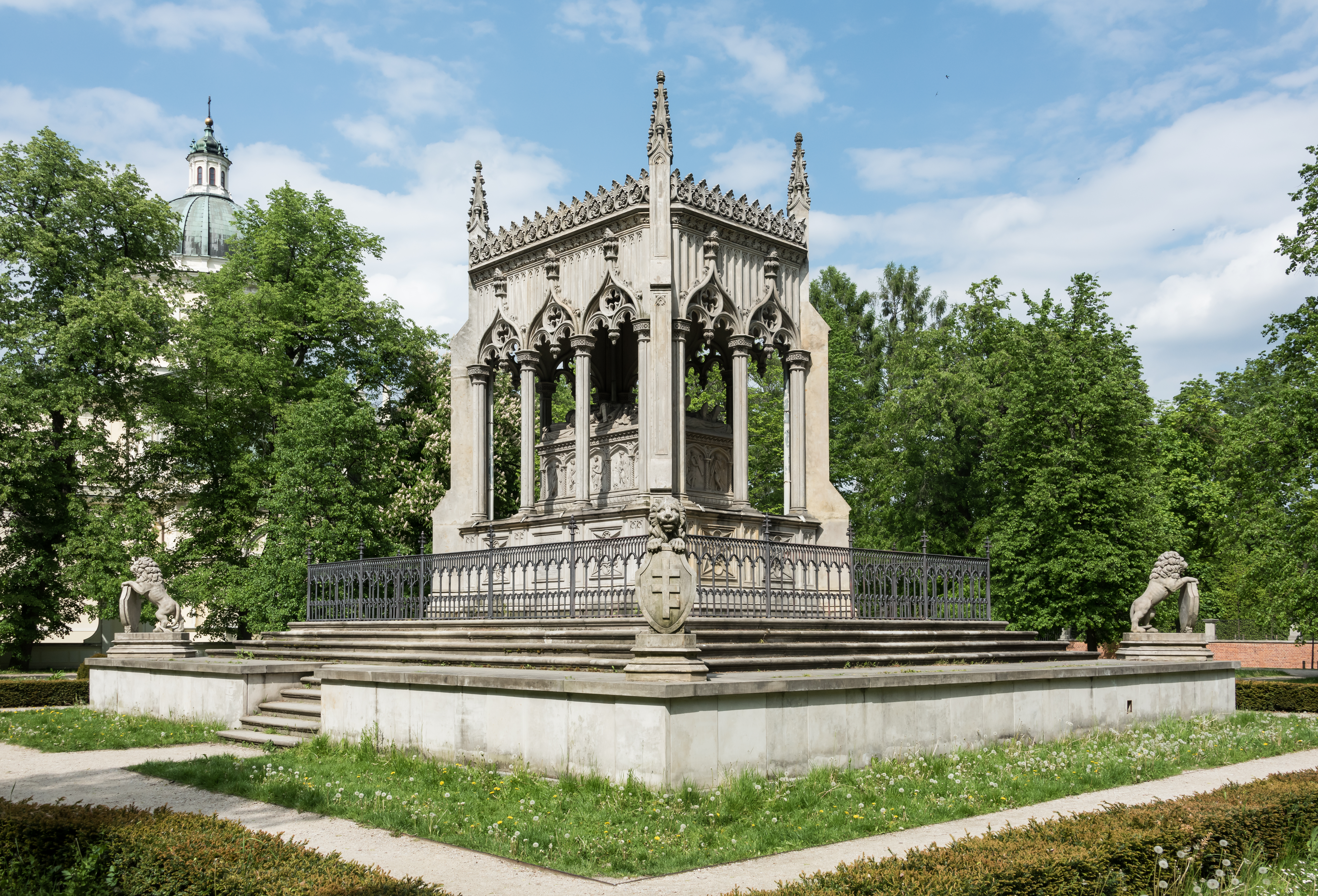
Mausoleum der Magnaten Potocki in Warschau, Konstanty Hegel
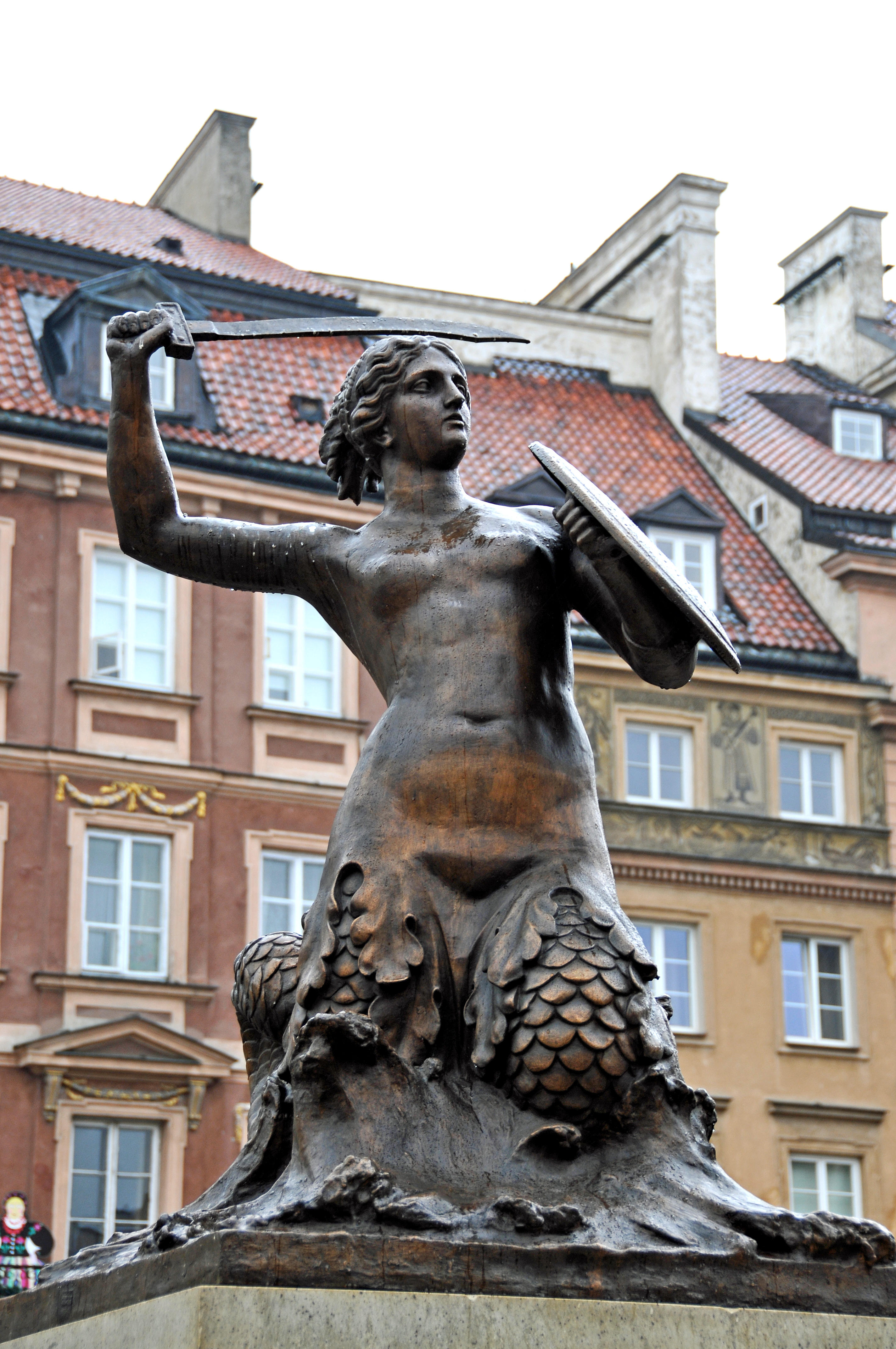
Meerjungfrau Warschau

## 6. Generation

### Bernhard Högl Oldenburg
Bernhard Högl (1843–1893), Sohn des Eduard Demetrius, Bildhauer.

## 7. Generation

### Ernst Högl Oldenburg
Ernst Högl (1880–1914), Sohn des Bernhard, Bildhauer.

### Jörg Högl Oldenburg
Jörg Högl (* 1964), Architekt

## Würzburg 1849

### Michael Hügel Schäßburg
Steinmetzmeister in Schäßburg, damals Königreich Ungarn, heute Rumänien. Steinmetzkalender 1895–1899. Wurde noch nicht weiter erforscht.